# Де Симоне, Густаво
Густаво Даниэль Де Симоне Хорн (исп. Gustavo Daniel De Simone Horn; род. 23 апреля 1948 года, Монтевидео) — уругвайский футболист и тренер.

## Карьера

### Футболиста
Будучи футболистом Густаво Де Симоне большую часть карьеру провел в уругвайской команде «Дефенсор Спортинг». Некоторое время защитник вызывался в состав сборной Уругвая. В 1974 году он входил в заявку национальной команды на Чемпионате мира в ФРГ. Завершал свои выступления защитник в аргентинской «Чакарите Хуниорс».

### Тренера
Начинал самостоятельную тренерскую деятельность в Коста-Рики. Затем уругваец работал в ряде центроамериканских страны. Некоторое время Де Симоне трудился в Испании, где он был главным тренером коллективов низших лиг: «Херес Индастриала», «Уэски» и «Хереса». Также специалист в разное время возглавлял сборные Коста-Рики и Панамы.

## Достижения
- Чемпион Гватемалы: 2007 (Апертура)